# Crònica Dinàstica

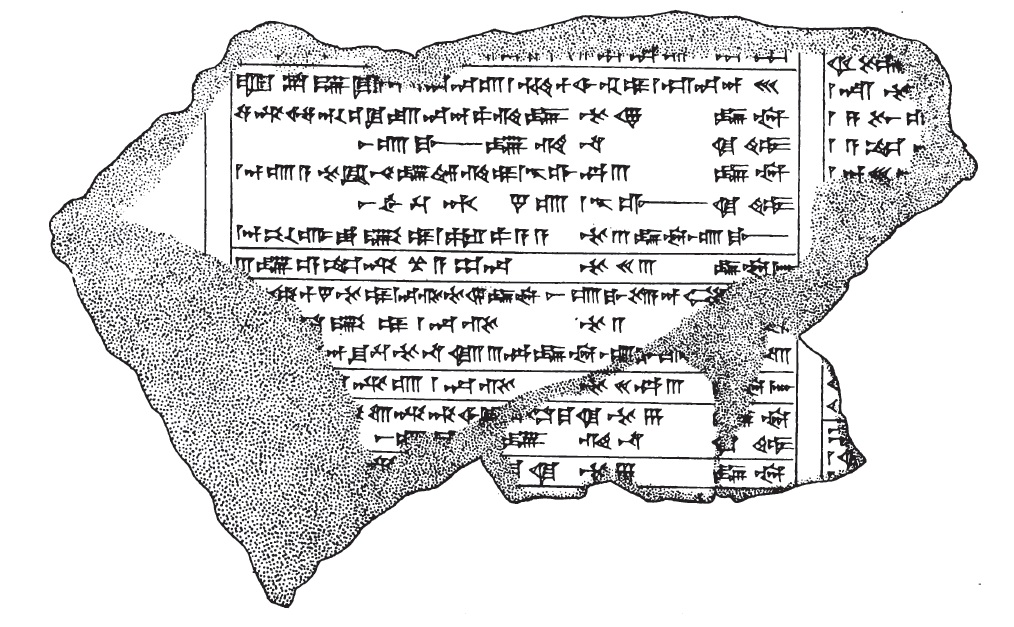
Proposta de Leonard William King per a un fragment (K. 8532) de la Crònica Dinàstica

La Crònica Dinàstica, Crònica 18 en les Cròniques assíries i babilòniques de Grayson o la Crònica Reial Babilònica en les Cròniques Mesopotàmiques de Glassner, és un fragment d'un antic text mesopotàmic existent en si més no quatre còpies que ens han pervingut. És un text bilingüe escrit en 6 columnes, que representa una continuació de la tradició de la Llista Reial Sumèria fins al segle viii abans de la nostra era, i és una font important per a la reconstrucció de la narrativa històrica de certs períodes mal conservats en altres indrets.

## El text
A partir de les peces existents, l'obra comença aparentment amb una llista de nou reis antediluvians de cinc ciutats, i és tan semblant a la de la Llista Reial Sumèria que Thorkild Jacobsen la'n considerà una variant, i un relat del diluvi abans de continuar amb la de les successives dinasties babilòniques. A causa del mal estat de conservació del centre del text, hi ha moltes llacunes, i la narració es reprén amb el rei postcassita Simbar-Xipak (ca. 1025-1008 ae), i n'és el darrer rei discernible Eriba-Marduk (ca. 769-761 ae), tot i que segurament hauria continuat, potser fins a Nabu-shuma-ishkun (ca. 761-748 ae), la qual cosa va portar a William W. Hallo a suggerir que era una composició durant el regnat de Nabonassar (747-732 ae).
El text se centra en l'indret de repòs final dels reis, i això ha dut alguns investigadors a creure que la legitimitat del govern determinava el lloc de l'enterrament.(2)

## Reconstrucció
El següent acarament se n'ha de considerar preliminar, ja que es continuen identificant petits fragments, en els quals 1A, 1B i 1C deuen procedir de la mateixa tauleta, tot i que actualment no estan units: 139 i altres, com ara 79-7-8, 333+ (còpia 2 més a baix) la seua identificació és discutida.
| Còpia | Referència del Museu                                         | Lloc de descobriment |
| ----- | ------------------------------------------------------------ | -------------------- |
| 1A    | K. 11261 + K. 11624 + K. 12054                               | Nínive               |
| 1B    | K. 8532 + K. 8533 + K. 8534 + K. 16801 + K. 16930 + K. 19528 | Nínive               |
| 1C    | 81-7-27, 117                                                 | Nínive               |
| 2     | 79-7-8, 333 i 339 (duplicat inèdit)                          | Nínive               |
| 3     | BM 35572=Sp. III, 80                                         | Babilònia            |
| 4     | BM 40565=80-11-12, 1088                                      | Babilònia            |